# Пер Лагерквист
Пер Лагерквист (швед. Pär Fabian Lagerkvist; Векше, 23. мај 1891 — Стокхолм, 11. јул 1974), био је шведски књижевник, добитник Нобелове награде за књижевност 1951. године.
Писао је поезију, позоришне комаде, романе, приповетке и есеје од својих раних 20их до 70их година живота. Централни мотив његовог дела је морално питање добра и зла. Иако није веровао у црквене доктрине, у делима је користио хришћанске религијске мотиве и личности.
Ноблову награду је добио 1951. године, за роман „Бараба“ (Barabba) из 1950, док му је најпознатији роман „Патуљак“ (Dvärgen) из 1944. године.

## Биографија
Пореклом је са села које је описао у делу „Гост у стварности“. У младости је био под утицајем дарвинизма и радикалних идеја. Своја схватања износи у есејима „Уметност речи и уметност слике“ и „Позориште“, залажући се за уметност која спаја садржај и форму. Експресионистичке су му песме у стиху и прози „Страх“, хибридна збирка прозе, поезије и драме „Хаос“, и прозни текст „Вечити смех“.
Раскрстивши са експериментисањем (проза „Јутро“, поезија „Пут срећника“, љубавне песме „Песме срца“) враћа се слици борбе мрака и светлости у збиркама кратке прозе „Зле приче“, афоризмима „Побеђени живот“ у којима описује раскол између живота и човека, драми „Онај коме је дато да опет живи свој живот“ и новелама „Борбени дух“.
Тридесетих година 20. века је под утицајем песимизма, али и ангажовања за хуманистичке идеале (песме „Крај логорске ватре“, есеји „Песница“, новела „Џелат“, драме „Човек без душе“ и „Победа у мраку“, песме „Песма и борба“, сатира „У то време“).
Једну другу линију његовог стваралаштва обележава драма „Светојовањски сан у сиротињском дому“, која се касније развија у у низ проза са митским симболизмом („Патуљак“, „Бараба“, „Сибила“, „Ахасферова смрт“) и збирци песама „Вечерња земља“.